# Tizianello

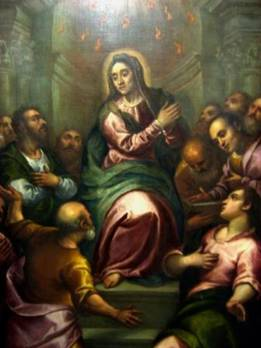
Discesa dello Spirito Santo, chiesa di San Nicola, Bojon di Campolongo Maggiore

Tiziano Vecellio detto il Tizianello (Venezia, 1570 circa – Venezia, 1650) è stato un pittore italiano, parente del celeberrimo Tiziano.

## Biografia
Figlio di Marco, anche il giovane Tizianello, come il padre, fu un modesto seguace del ben più capace parente. Il Tizianello fece comporre una Vita di Tiziano da un autore noto come Anonimo del Tizianello, lavoro pubblicato nel 1622.

### Opere
Opere del Tizianello si ritrovano in varie chiese e musei del Veneto. Tra le più importanti:
- Discesa dello Spirito Santo, chiesa di San Nicola, Bojon di Campolongo Maggiore, (VE);
- Sant'Ambrogio impedisce all'imperatore Teodosio di entrare in chiesa, cappella dei Milanesi nella Basilica di Santa Maria Gloriosa dei Frari a Venezia.